# Catedral de Nuestra Señora del Rosario (Cabimas)
La Catedral de Nuestra Señora del Rosario o simplemente Catedral de Cabimas (llamada más formalmente Iglesia Catedral de Nuestra Señora del Rosario de Cabimas), es la iglesia matriz de Cabimas en el estado Zulia de Venezuela. Es una edificación del siglo XIX. Constituye junto con el Palacio Arzobispal la Diócesis de Cabimas.

## Historia
La iniciativa de construir una iglesia en Cabimas, fue de la señora Juana Villasmil, quien organizaba el rezo del Santo Rosario en casas particulares. La Señora Juana de su propio dinero, mandó a construir una humilde iglesia de paredes de barro y techo de paja en 1829 y escribió al obispo Rafael Laso de la Vega solicitando un sacerdote. En 1829 la humilde iglesia fue consagrada a la Virgen del Rosario y su primer sacerdote fue el presbítero Juan de Díos Castro.
En 1840 siendo obispo José Vicente de Unda García la iglesia fue elevada a parroquia. A partir de sus humildes comienzos la iglesia fue mejorada y ampliada con los aportes de los fieles organismos e instituciones. En viejas fotografías de 1930 puede apreciarse le iglesia sin torres. En 1934 comienza la construcción de la primera de sus torres, diseñada por el arquitecto Jesús Borjas Pedreañez y construida por Manuel Estrada. La construcción de su estructura actual tomó más de 30 años.
En 1965 se terminó la remodelación a su forma actual con las 2 torres, el altar, y la nave, ese mismo año con la creación de la diócesis de Cabimas la iglesia fue elevada a Catedral.

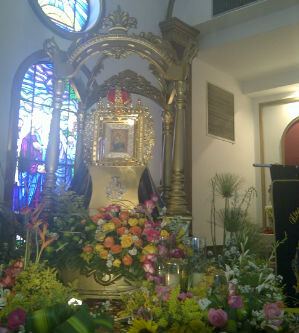
Virgen del Rosario Patrona de Cabimas

## Arquitectura
La iglesia de estilo Neoclásico posee dos torres campanario a los lados, su fachada oeste mira hacia la plaza Bolívar de Cabimas y la avenida Independencia. Posee una sola nave central con capillas laterales, en el altar está una imagen de Jesús crucificado y la imagen de Nuestra Señora del Rosario Patrona de la diócesis. El 7 de octubre de cada año es la procesión de la Virgen del Rosario, que inaugura la Feria del Rosario de Cabimas, máximo evento socio - cultural de la localidad.
Entre las capillas laterales se encuentra la imagen de San Benito de Palermo de gran devoción en la localidad, cuya imagen sale en procesión los días 27 de diciembre y 6 de enero de cada año, rumbo al estadio San Benito de la la Misión recorriendo todo el sector Ambrosio y rumbo a la iglesia San Juan Bautista de la la Rosa Vieja alternativamente, dicha procesión es acompañada de bailes y tambores africanos, siendo la más multitudinaria de Cabimas, y la mayor en honor a San Benito en el Zulia.

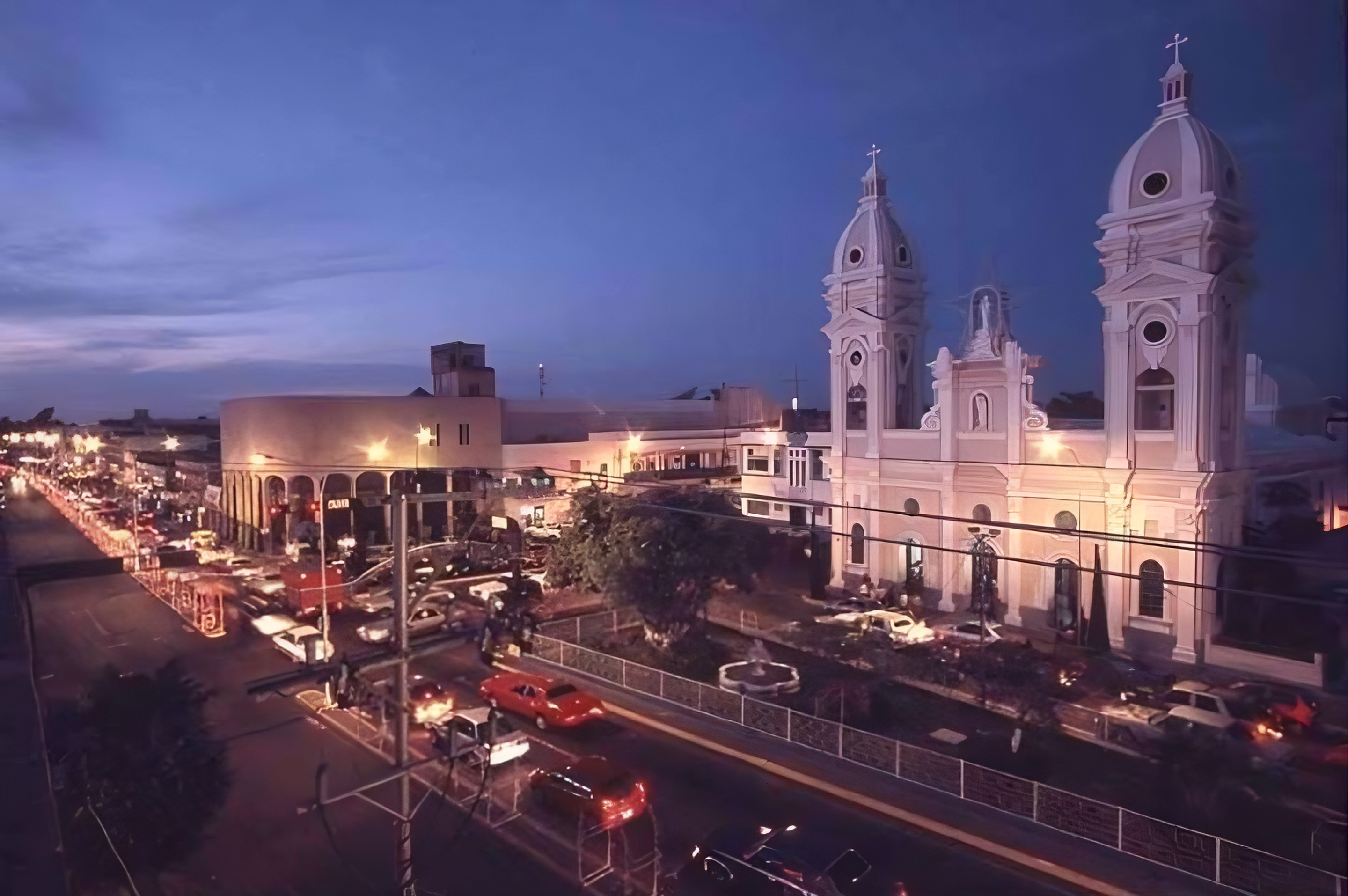
Catedral de Nuestra Señora del Rosario de Cabimas.